# Efeito Tcherenkov

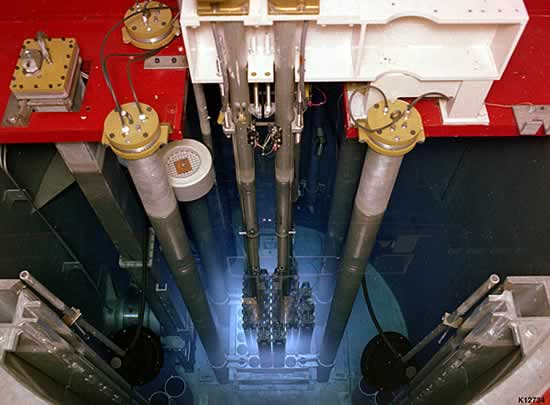
Radiação de Tcherenkov em um reator de pesquisas TRIGA

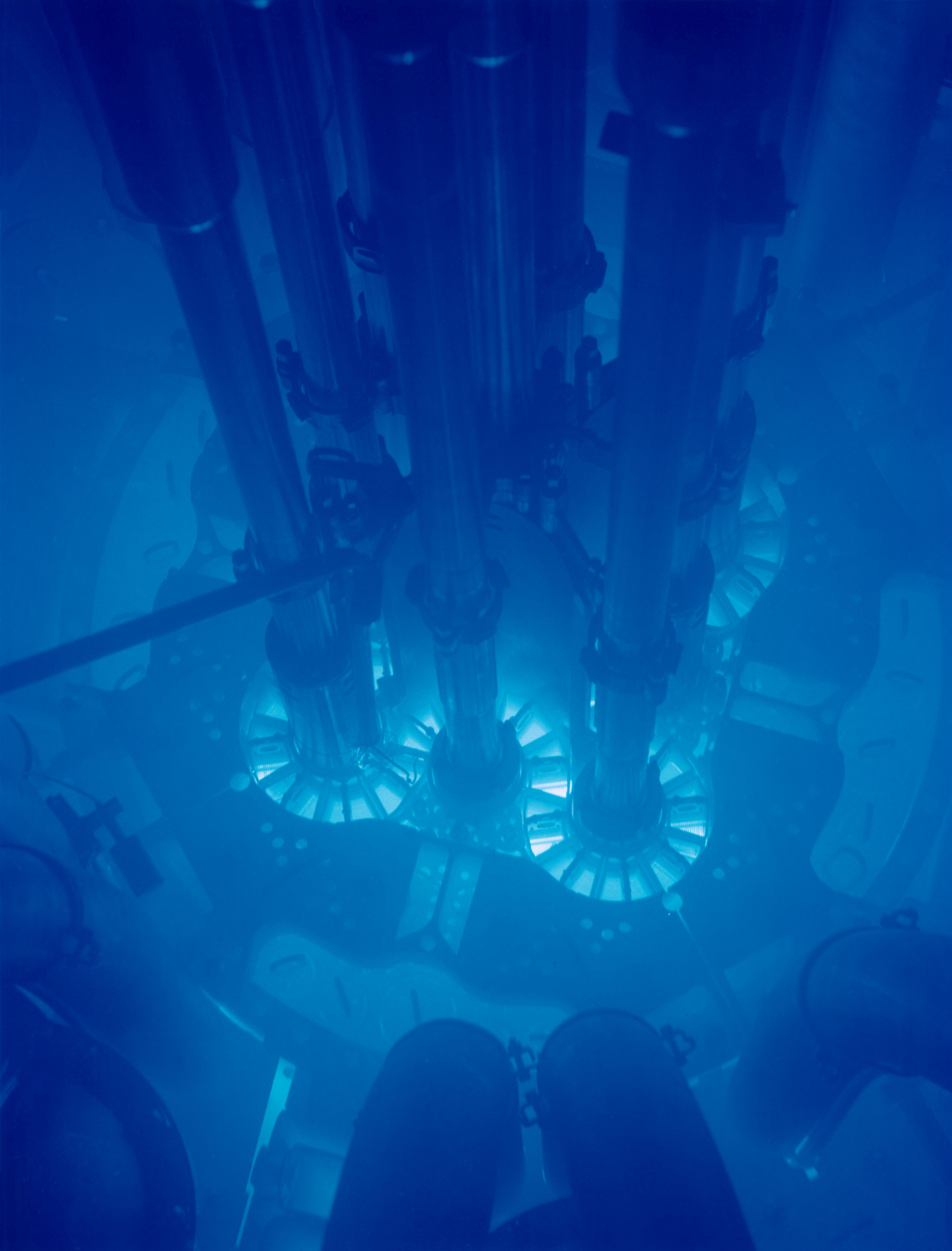
Radiação de Tcherenkov em um reator.

Quando uma partícula carregada eletricamente atravessa um meio isolante a uma velocidade superior à da luz neste meio, ela emite radiação eletromagnética que pode ser na faixa visível. A esta radiação dá-se o nome de radiação de Tcherenkov (ou efeito Tcherenkov). A luminosidade azul, característica de reatores nucleares, deve-se à radiação de Tcherenkov. O nome é em homenagem ao cientista soviético Pavel Tcherenkov, vencedor do Prêmio Nobel de Física de  1958, que primeiro caracterizou rigorosamente o efeito.
Ocorre uma onda de choque análoga à produzida por um avião supersônico ao quebrar a barreira do som. Esta onda de choque óptica leva a emissão de radiação eletromagnética. Este tipo de efeito é usado para a detecção de partículas com altas energias. Um vídeo foi divulgado recentemente pela Agência Internacional de Energia Nuclear .

## Origem física
Embora, de acordo com a teoria da relatividade restrita, a velocidade da luz no vácuo não possa ser ultrapassada, a velocidade da luz em um meio material pode ser menor que aquela do vácuo. Assim em um meio material é possível uma partícula eletricamente carregada (como um elétron ou um próton) se deslocar com velocidade superior à da luz naquele meio (V > c/n).

## Tcherenkov coletivo
Embora um só eletrón não possa ir mais rápido do que a luz no vácuo, é possível criar estruturas de carga que viajam mais rápido do que a luz. Em certos setups, estas radiam como se fossem uma só partícula, dando origem a choques óticos no ângulo de Tcherenkov. 

## Características
Intuitivamente, a intensidade total da radiação de Tcherenkov é proporcional a velocidade da carga excitada e o número de tais partículas. Ao contrário da fluorescência ou da emissão espectral, que possuem picos espectrais característicos, a radiação Tcherenkov é contínua. A intensidade relativa de uma frequência é proporcional a frequência. Isto é, altas frequências são mais intensas na radiação Tcherenkov. Por isso a parte visível da radiação de Tcherenkov é observada como um azul brilhante. Na verdade, a maioria da radiação Tcherenkov está no espectro ultravioleta — isto é, apenas com partículas carregadas suficientemente aceleradas que a radiação se torna visível; o pico de sensibilidade dos olhos humanos dá-se no verde, e é muito baixa a porção violeta do espectro.
O efeito Tcherenkov é de grande utilidade nos detectores de partículas onde a radiação citada é utilizada como traçador. Particularmente, nos detectores de neutrinos de água pesada como o Super-Kamiokande.